# Il pittore e la sua fidanzata
Il pittore e la sua fidanzata è un dipinto di Marc Chagall, a olio su tela (116x88,7 cm), realizzato nel 1980. L'opera è conservata al Museo Puškin di Mosca.

## Descrizione
Chagall ritrae qui se stesso con in mano la tavolozza dei colori e ai suoi piedi la donna amata che lo abbraccia teneramente. Al loro fianco vi è un vaso di fiori rossi, unica nota colorata che spicca sulle tenui tonalità che caratterizzano questo dipinto. Dietro alle figure dei due fidanzati, collocati in primo piano, sullo sfondo compaiono alcune immagini evocatrici di momenti felici della vita del pittore, in quanto raffiguranti luoghi a lui cari: a sinistra Parigi, illuminata da una luce solare, di cui si riconoscono la Torre Eiffel, il fiume Senna con i suoi ponti e l'Île de la Cité, isola fluviale in cui sorge la cattedrale di Notre-Dame; a destra, invece, Vitebsk, città natale di Chagall, qui rischiarata da una luce lunare, che si riflette sulla cupola verde e bianca della chiesa ortodossa.
Tra le due città, ma leggermente più in basso, è rappresentato un gruppo compatto di musicisti e saltimbanchi, simboleggiante l'ideale fusione dei due soggetti geografici preferiti dall'artista, con una chiara allusione all'armonica convivenza delle due identità nazionali riconosciute da Chagall. Mentre la contrapposizione di luce diurna e luce notturna è funzionale a sottolinearne le diversità, al contrario il gruppo omogeneo di musicisti e acrobati ne evidenzia l'inscindibilità nella percezione emotiva e artistica del pittore.
L'opera, che appartiene all'ultimo quinquennio della vita e dell'attività di Chagall, rappresenta una sorta di epilogo del ciclo di dipinti dedicati al tema dell'amore per Belle e per le città più importanti della sua vita, raggiungendo qui picchi di sentimentalismo perfettamente resi dalle scelte cromatiche e da una particolare stesura del colore, frutto di leggere pennellate post-impressionistiche.